# Ługowanie
Ługowanie – proces transportu masy z fazy stałej do fazy ciekłej. Rodzaj ekstrakcji prostej. Polega na wypłukiwaniu danej substancji z fazy stałej za pomocą rozpuszczalnika. Rozpuszczalnik dobiera się tak, aby z fazy stałej wymywana była albo pożądana substancja, albo zanieczyszczenia. Po zakończeniu ekstrakcji dokonuje się rozdziału roztworu i pozostałej fazy stałej np. przez dekantację lub sączenie.

## Metalurgia
W metalurgii ługowanie jest etapem na drodze otrzymywania metalu w procesie hydrometalurgicznym.

## Górnictwo
W górnictwie jest fizycznym sposobem urabiania, który polega na upłynnianiu skały bez powodowania zmian chemicznych. Przez ługowanie pozyskuje się sól kamienną i chlorek potasu.

## Hydrogeologia
W hydrogeologii ługowaniem nazywamy proces rozpuszczania skał, minerałów i odpadów i wraz z wodą wydalenie ich poza miejsce ich występowania. Jednym ze skutków tego procesu jest zmiana chemizmu wód podziemnych..